# Christian Ulmer
Christian Ulmer (* 19. August 1984 in Göppingen), genannt Ulmi, ist ein ehemaliger deutscher Skispringer und Nordischer Kombinierer und heutiger Skisprungtrainer. Er startete für den SC Wiesensteig. Ulmer war als Aktiver Sportsoldat in der Sportfördergruppe der Bundeswehr in Fahl.

## Werdegang
Ulmer begann seine internationale Karriere als Nordischer Kombinierer und gewann bei der Nordischen Junioren-Skiweltmeisterschaft 2003 gemeinsam mit Christian Beetz, Florian Schillinger und Tino Edelmann die Goldmedaille im Teamwettbewerb.
Nachdem er in der Saison 2006/2007 zu den Skispringern wechselte, erreichte er bei seinem ersten Weltcup-Springen in Kuusamo mit dem achten Platz einen Platz unter den besten Zehn. Dies bliebe seine beste Einzelplatzierung im Weltcup. Mit dieser Platzierung sicherte er sich scheinbar die Teilnahme an der Skisprung-WM. Aufgrund seiner absteigenden Formkurve wurde er von Bundestrainer Peter Rohwein aber schließlich nicht ins endgültige Aufgebot für die WM in Sapporo genommen. Am 17. Januar 2009 gewann er in Bischofshofen zum ersten und einzigen Mal in seiner Karriere ein Springen im Continental Cup.
Anschließend sprang Ulmer vor allem im zweitklassigen Continental-Cup oder im drittklassigen FIS-Cup. Sein letztes Springen im Weltcup absolvierte er am 9. Januar 2011, als er beim Skifliegen in Harrachov den 38. Rang belegte. Bei der Winter-Universiade im Januar 2011 im türkischen Erzurum erreichte er den sechsten Rang von der Großschanze.
Nach seinem Karriereende arbeitete Ulmer als Sport-Marketing-Manager bei der Vermarktungsagentur triceps. Seit 2022 ist er bei der Sportmarketing-Agentur Sportfive für Wintersport zuständig.

## Erfolge

### Weltcup-Platzierungen
| Saison  | Platz | Punkte |
| ------- | ----- | ------ |
| 2006/07 | 47.   | 54     |
| 2008/09 | 76.   | 7      |